# خلل المفصل الصدغي الفكي
خلل المفصل الصدغي الفكي (بالإنجليزية: Temporomandibular joint dysfunction)‏ هو مصطلح عام يشمل ألم وخلل عضلات المضغ والمفصل الصدغي الفكي.
إن أبرز أعراض هذه الحالة هي ألم يؤدي لصعوبة في المضغ وصوت صادر من المفصل الصدغي الفكي أثناء حركة الفك. هذه الحالة لا تهدد الحياة لكنها يؤثر على جودة الحياة لأن الأعراض قد يتكون مزمنة ومن الصعب علاجها.

## الأعراض والعلامات
تختلف الأعراض والعلامات من حيث وصفها وغالبًا ما تتضمن أكثر من مكون واحد من الجهاز المضغي أو العضلات أو الأعصاب أو الأوتار أو العظام أو الأنسجة الضامة أو الأسنان. غالبًا ما يرتبط الخلل الوظيفي للمفصل الصدغي الفكي مع اضطرابات العمود الفقري وتغير وضعيته واضطرابات الرأس.
تشمل الأعراض التقليدية لخلل المفصل الصدغي الفكي:
- ألم متزايد عند جس العضلات الماضغة أو المفصل، غالبًا ما تكون المنطقة المؤلمة أمام الأذن، يعتبر الألم هو العرض الأساسي الذي يشتكي منه المريض في أقصى حالاته عند الاستيقاظ صباحًا وغالبًا ما يكون مرافق للمضغ والتثاؤب. يصف المريض ألمه بأنه متقطع وخفيف وفي جهة واحدة فقط ونادرًا ما يكون الألم حادًا.[7]
- عدم القدرة على تحريك الفك السفلي إلا في مدى محدود ما يسبب صعوبة في المضغ أو حتى في التكلم، غالبًا ما يحدث تصلب عضلات الفك عند الاستيقاظ من النوم.
- صوت فرقعة من المفصل عند حركة الفك للأسفل.[8]
- وصف بعض المرضى أعراض أخرى لكنها مختلفة من مريض إلى آخر وأقل شيوعًا من الأعراض الثلاثة الأولى المذكورة في الأعلى مثل:[8]

- الألم في المنطقة القذالية (المنطقة الخلفية من الرأس) أو في الجبين أو الصداع النصفي أو صداع التوتر.
- آلام في الأسنان والرقبة.
- ضعف في حاسة السمع.
- طنين الأذن.
- الدوار.
- الإحساس بعدم التقاء أسنان الفكين العلوي والسفلي عند الإطباق.

## الأسباب
تعد أعراض خلل المفصل الصدغي الفكي مجموعة من الأعراض والعلامات التي تتشارك فيما بينها لتكوينه ويعتقد أنها تنتج من أسباب متعددة، ولكن مسببات الخلل الدقيقة غير معروفة لحد الآن.
توجد عدة عوامل يُعتقد أنها التي تسبب خلل المفصل الصدغي الفكي مثل عوامل المريض الوراثية والهرمونية والتشريحية أو العوامل التي تتعلق بحدوث الرض أو تغير الإطباق أو الاختلال الوظيفي، وتوجد عوامل تطيل من فترة الخلل مثل الإجهاد والاختلال الوظيفي.
هيمنت نظريتان عند البحث في أسباب حدوث خلل المفصل الصدغي الفكي أحداهما سميت بنظرية المشكلات النفسية والأخرى نظرية اختلال الإطباق، ولكن شاعت النظرية الأخيرة في الماضي فقط ولم تعتمد في الوقت الحاضر لعدم وجود الأدلة الكافي التي تدعم صحتها.

### انزياح القرص المفصلي
لاحظ الأطباء عند حدوث خلل المفصل لصدغي الفكي أن الرأس السفلي للعضلة الجناحية الجانبية ينقبض أثناء إغلاق الفم بدلًا من ارتخائه، وغالبًا ما يكون مؤلمًا أثناء جسه.
اقترحت بعض النظريات أن السبب يعود لتمزق الكبسولة وبالتالي انزياح القرص المفصلي للأمام وتعطيل وظيفة الرأس العلوي للعضلة الجناحية الجانبية المسؤولة عن ثباتية القرص المفصلي في موقعه.
نتيجة لعدم قدرة الرأس العلوي على أداء وظيفته يحل محله الرأس السفلي للعضلة نفسها ما يسبب خللًا عند إغلاق الفم، وتوجد العديد من الأدلة التي تدعم علاقة انزياح القرص المفصلي مع خلل المفصل الصدغي الفكي.

### صرير الأسنان
يعرّف صرير الأسنان على أنه عملية إطباق الأسنان على بعضها البعض أو احتكاكها ببعضها بشدة ما يسبب تلف الأسنان، يحدث صرير الأسنان غالبًا أثناء النوم، لكن يعاني البعض من هذه الحالة أثناء النهار عند استيقاظهم.
لم يفهم العلماء سبب صرير الأسنان بشكل كامل إلى حد الآن ولكن يُعتقد أنها أسباب نفسية أو مشاكل عصبية.
يُعتبر صرير الأسنان في أثناء النوم إذا حدث الألم وتصلب العضلات عند الاستيقاظ وتلاشى خلال اليوم.
ناقش العديد من الباحثين علاقة صرير الأسنان مع خلل المفصل الصدغي الفكي واقترحوا أن صرير الأسنان أثناء النوم هو أحد العوامل المهمة التي تسبب الألم المصاحب لخلل المفصل الصدغي الفكي، رغم أن الكثيرين عادةً تصر أسنانهم ولا يصابون باضطرابات المفصل الفكي الصدغي.

### الرض
يعتبر الرض بنوعيه الخفيف والقوي سببًا وإن كان ضعيفًا من أسباب خلل المفصل الصدغي الفكي مثل فتح الفم المطول أثناء زيارة طبيب الأسنان أو أثناء التنبيب الطبي تحت التخدير العام أو أثناء الغناء.
قد يحدث الرض بسبب التثاؤب المطول أو الضحك أو الحوادث المرورية أو الإصابات الرياضية أو أثناء قلع السن وعلاجهم.

## العلاج
من الصعب معالجة خلل المفصل الصدغي الفكي في العديد من الأحيان نضرًا لأن أسباب الاضطراب متعددة بين المشاكل النفسية والفسلجية والمتعلقة بطب الأسنان، لذلك عادة يتضمن العلاج فرعين أحدهما متعلق بطب الأسنان والآخر بطب الأعصاب.
العلاجات النفسية والسلوكية
نظرًا لاعتبار العوامل النفسية أحد المسببات المهمة لخلل المفصل الصدغي الفكي، فإن العلاجات النفسية مثل علاج القلق والتعب واضطراب المزاج مهمة في علاج الخلل المفصلي وتعالج الألم بشكل مباشر.
يعتبر العلاج بتقنيات الاسترخاء العضلات التدريجي واليوغا والتأمل من أفضل العلاجات التي تقلل من نشاط الجهاز العصبي السمبثاوي بما في ذلك استرخاء العضلات وتقليل التفاعل مع المؤثرات الخارجية والتخلص من القلق.

### العلاج بواقيات الفم
غالبًا ما يستخدم أطباء الأسنان واقيات الفم أو أجهزة الإطباق المصنوعة من مادة الأكريليك وتناسب الأسنان وتصنع خصيصًا لهم، لكن في بعض الأحيان قد تسبب أجهزة الإطباق الجزئية انزياح الأسنان عن موقعهم الأصلي أو تآكل الأسنان.
يرتدي المرضى هذه الأجهزة خلال النوم فقط وعليه قد لا تعالج المشكلات التي تحدث أثناء اليقظة.
تعتبر واقيات الفم أسلوبًا تشخيصيًا لأمراض أخرى، على سبيل المثال إذا لاحظ طبيب الأسنان تآكل المادة المصنوع منها جهاز الإطباق أو تآكل الأسنان فهذا دليل على صرير الأسنان أثناء النوم.

### الأدوية
يعتبر العلاج بالأدوية من العلاجات الرئيسة لخلل المفصل الصدغي الفكي إلى جانب العلاجات غير الجراحية الأخرى وقد تساعد في تخفيف الألم المصاحب للخلل المفصلي.
يوصف أطباء الأسنان عادة مسكنات الألم والبنزوديازيبين مثل (ديازيبام وبرازيبام) ومضادات الاختلاج مثل (غابابينتين) ومرخيات العضلات مثل (سيكلوبينزابرين) لتخفيف الألم الناتج عن تشنج العضلات ومضادات الالتهاب اللاستيرويدية مثل (بيروكسيكام وديكلوفيناك) ويصف طبيب الأسنان مسكنات أقوى للألم لفترة محدودة، مثل ترامادول ومورفين بتركيز معين يُصرف بوصفة طبية. يمكن أن يحقن الطبيب ذيفان السجقية أو ما يُعرف بالبوتوكس في العضلة الجناحية الجانبية لترخيتها وإرجاع القرص المفصلي في محله أو يحقن في داخل المفصل.

### العلاج بالجراحة
تعتبر تقنيات الجراحة مخصصة فقط للحالات الأكثر صعوبة أي عند فشل تقنيات العلاج الأخرى، وتوصي الجمعية الأمريكية لجراحة الوجه والفكين باتباع النهج العلاجي المحافظ غير الجراحي ومن ثم اللجوء إلى العلاج الجراحي. إذ أن 20% فقط من المرضى يحتاجون الخضوع للعمليات الجراحية.
تستخدم تقنيات بزل المفصل وتنظير المفصل واستبدال المفصل لعلاج خلل المفصل الصدغي الفكي.

## معرض صور

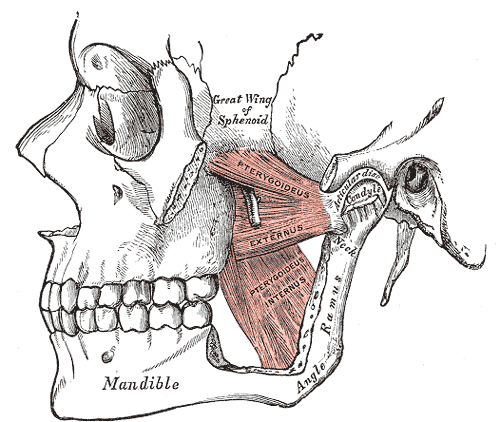
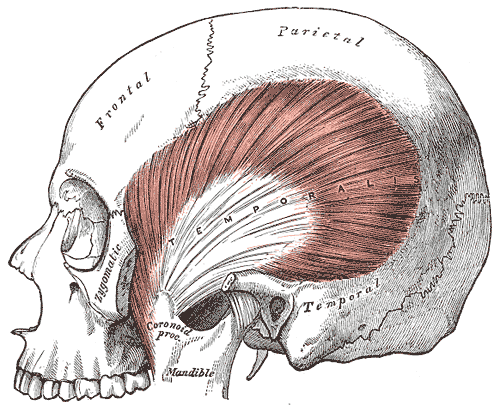
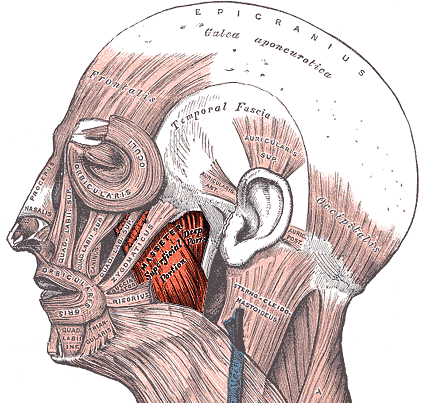